# U-16号潜艇 (1911年)
陛下之16号潜艇是德意志帝国海军建造的一艘潜艇或称U艇。它由基尔的日耳曼尼亚船厂承建，于1911年8月29日下水，至同年12月28日交付使用。U-16号是在第一次世界大战海战期间服役的329艘德国潜艇之一，并参加了大西洋潜艇战役。在其四次巡逻中，该艇共击沉了11艘协约国或中立国商船，容积总吨为11730吨。战后，U-16号在被引渡至英国途中因事故沉没。

## 历史
U-16号是由德意志帝国海军于1909年8月26日向基尔的日耳曼尼亚船厂订购。艇只于1911年8月29日下水，至同年12月28日交付使用。其首任艇长为海军中尉保罗·克拉伦巴赫。
在1914年至1918年间，U-16号共执行了13次作战任务，其中4次为巡逻。潜艇船员共击沉了11艘、击伤2艘、缴获1艘协约国或中立国商船，容积总吨达23796吨。该艇在第一次世界大战中幸存下来，但在1919年2月8日，U-16号作为战利艇在移交英国的途中因发生事故而在北海沉没。沉没地点大致位于53°59′N 8°25′E / 53.983°N 8.417°E处。

## 袭击历史摘要
| 日期          | 船名         | 船籍       | 吨位 | 结局       |
| ------------- | ------------ | ---------- | ---- | ---------- |
| 1915年2月15日 | 达利奇号     | 英国       | 3289 | 击沉       |
| 1915年2月15日 | 里尔城号     | 法國       | 997  | 击沉       |
| 1915年2月18日 | 狄诺拉号     | 法國       | 4208 | 击伤       |
| 1915年2月19日 | 贝尔里吉号   | 挪威       | 7020 | 击伤       |
| 1915年5月26日 | M·罗斯瓦尔号 | 瑞典       | 309  | 击沉       |
| 1915年5月26日 | 贝蒂号       | 丹麦       | 2109 | 击沉       |
| 1915年5月28日 | 火星号       | 俄罗斯帝国 | 251  | 击沉       |
| 1915年5月30日 | 索博尔号     | 丹麦       | 2108 | 击沉       |
| 1915年9月20日 | 托瓦尔森号   | 丹麦       | 1220 | 击沉       |
| 1915年9月26日 | 埃伦·本宗号  | 丹麦       | 143  | 击沉       |
| 1915年9月29日 | 花号         | 挪威       | 184  | 击沉       |
| 1915年9月29日 | 艾克提号     | 挪威       | 562  | 击沉       |
| 1915年9月30日 | 佛罗里达号   | 挪威       | 558  | 击沉       |
| 1915年10月1日 | 帕拉斯号     | 瑞典       | 838  | 缴作战利品 |

## 脚注
1. ↑  Helgason, Guðmundur. . German and Austrian U-boats of World War I - Kaiserliche Marine - Uboat.net.   [15 March 2015].
2. ↑  Helgason, Guðmundur. . German and Austrian U-boats of World War I - Kaiserliche Marine - Uboat.net.   [15 March 2015].
3. ↑  Gröner 1991，第4–5頁.
4. ↑  Herzog，第67頁.
5. ↑  Herzog，第88頁.
6. ↑  Helgason, Guðmundur. . German and Austrian U-boats of World War I - Kaiserliche Marine - Uboat.net.   [19 February 2014].